# El cop
El cop (títol original en anglès The Sting) és una comèdia estatunidenca dirigida per George Roy Hill estrenada el 1973. Ha estat doblada al català.

## Argument
Una banda de tres nois roben per casualitat un guardaespatlles d'un important bandit de Nova York, Doyling Lonnegan (Robert Shaw).
Aquest intenta venjar-se i mata Luther, un dels lladregots que han participat en el robatori. Abans de ser assassinat, Luther dóna a Johnny Hooker (Robert Redford) la targeta de visita d'un ancià gran faisà  (gran lladregot), Henry Gondorff (Paul Newman). Johnny va doncs a Chicago per trobar Henry. Els dos còmplices preparen una estafa per venjar-se de la mort del seu camarada. Li fan trampes en una partida de pòquer i li donen el cop de gràcia amb les carreres de cavalls.

## Repartiment
- Paul Newman: Henry Gondorff
- Robert Redford: Johnny Hooker
- Robert Shaw: Doyle Lonnegan
- Charles Durning: tinent Snyder
- Ray Walston: J. J. Singleton
- Eileen Brennan: Billie
- Harold Gould: Kid Twist
- John Hefferman: Eddie Niles
- Dana Elcar: l'agent Polk
- Dimitria Arliss: Loretta
- Jack Kehoe: Eric Kid
- Robert Earl Jones: Luther Coleman
- Charles Dierkop: Floyd

## Al voltant de la pel·lícula
- David S. Ward va tenir la idea d'aquest guió mentre que escrivia el de  Steelyard Blues . El va ensenyar a Tony Bill, qui va decidit de seguida produir la pel·lícula amb Michael Phillips i Julia Phillips. Quan George Roy Hill va llegir el guió, va demanar de seguida dirigir la pel·lícula. Ell va oferir a Paul Newman d'ajuntar-se al projecte. Robert Redford va escriure una part del guió amb David S. Ward, participant en el projecte des dels seus començaments.
- El nom del personatge de Robert Redford (Johnny Hooker) vol retre homenatge al cantant de blues John Lee Hooker. Els personatges de Henry Gondorf, J J Singleton, Kid Twist i Eddie Niles són històrics estafadors americans del primer quart del segle XX: la pel·lícula de fet es basa en la vida dels germans Gondorf, Charles i Fred, que van provar una estafa similar a la de la pel·lícula el 1914 però que va fracassar.
- El paper de Johnny Hooker va ser ofert en principi a Jack Nicholson que el va refusar, i va ser finalment confiat a Robert Redford. El paper de Lonnegan havia de ser donat a Richard Boone, que va decidir retirar-se del projecte.
- El rodatge es va desenvolupar del 22 de gener a l'abril de 1973. L'alcalde de Chicago de l'època, Richard J Daley, va refusar el rodatge de la pel·lícula a la seva ciutat, ja que trobava que li donava mala reputació. Més tard va autoritzar un rodatge de tres dies. Va tenir lloc als terrenys de la Universal Pictures a Los Angeles.
- El cèlebre fragment musical The Entertainer, de Scott Joplin ha quedat lligat al record de la pel·lícula i va posar en marxa el redescobriment del ragtime. Ha estat escrit entre 1900 i 1910, o sigui 25 anys abans de la història de la pel·lícula.
- La pel·lícula coneixerà una continuació el 1983: The Sting 2 de Jeremy Kagan amb Jackie Gleason, Mac Davis i Oliver Reed que reprenen els papers respectius de Paul Newman, Robert Redford i Robert Shaw.

## Premis i nominacions[calcitació]

### Premis[3]
- Oscar a la millor pel·lícula
- Oscar al millor director per George Roy Hill
- Oscar al millor guió original per David S. Ward
- Oscar a la millor direcció artística per Henry Burnstead i James Payne
- Oscar al millor vestuari per Edith Head
- Oscar a la millor adaptació musical per Marvin Hamlisch
- Oscar al millor muntatge per William Reynolds

### Nominacions[3]
- Oscar al millor actor per Robert Redford
- Oscar a la millor fotografia per Robert Surtees
- Oscar al millor so per Robert Bertrand i Ronald Pierce
- Globus d'Or al millor guió per David S. Ward